# Lista de gases do efeito estufa

O forçamento radiativo (influência do aquecimento) dos gases de efeito estufa atmosféricos de longa duração acelerou, quase dobrando em 40 anos.

Esta é uma lista dos gases de efeito estufa de longa duração mais importantes, juntamente com suas concentrações troposféricas e forçantes radiativas diretas, conforme identificado pelo Painel Intergovernamental sobre Mudanças Climáticas (IPCC). Abundâncias desses gases de longa duração são medidas regularmente por cientistas atmosféricos a partir de amostras coletadas em todo o mundo. Desde a década de 1980, as contribuições anuais de forçamento desses gases também são estimadas com alta precisão usando expressões recomendadas pelo IPCC derivadas de modelos de transferência radiativa.
Esta lista exclui:
- o vapor de água que é responsável globalmente por cerca de metade de todo o forçamento de gás atmosférico. O vapor de água e as nuvens são constituintes atmosféricos  dinâmicos e contribuem com influências na retro-alimentação das mudanças climáticas.[8]
- outros gases de vida curta (por exemplo, monóxido de carbono, NOx) e aerossóis (por exemplo, poeira mineral e carbono negro) que também variam mais fortemente ao longo do local e do tempo. O ozônio tem influências de aquecimento comparáveis ao óxido nitroso e aos CFCs, e tem vida mais longa e é mais abundante na estratosfera do que na troposfera.[9]
- muitos refrigerantes e outros gases halogenados que foram produzidos em massa em quantidades menores. A maioria é de vida longa e bem misturada. Alguns também estão listados no Apêndice 8A do Relatório de Avaliação do IPCC de 2013 [4] :731-738 e no Anexo III do Relatório do GT1 do IPCC de 2021.[10] :4-9
- oxigênio, nitrogênio, argônio e outros gases radiotivamente inativos.[11]

## Resumo Combinado dos Relatórios de Avaliação do IPCC (TAR, AR4, AR5, AR6)
Frações molares: μmol/mol = ppm = partes por milhão (106); nmol/mol = ppb = partes por bilhão (109); pmol/mol = ppt = partes por trilhão (1012).
| Gás           | Tempo de duração (anos) :731 | PAG 100 anos :731 | Mole Fraction [ppt - except as noted] | Mole Fraction [ppt - except as noted] | Mole Fraction [ppt - except as noted] | Mole Fraction [ppt - except as noted] | Mole Fraction [ppt - except as noted] | Radiative forcing [W m−2] [B] | Radiative forcing [W m−2] [B] | Radiative forcing [W m−2] [B] | Radiative forcing [W m−2] [B] |
| Gás           | Tempo de duração (anos) :731 | PAG 100 anos :731 | Base 1750                             | TAR 1998                              | AR4 2005                              | AR5:678 2011                          | Dados 2020                            | TAR 1998                      | AR4 2005                      | AR5:678 2011                  | AR6:4-9 2019                  |
| ------------- | ---------------------------- | ----------------- | ------------------------------------- | ------------------------------------- | ------------------------------------- | ------------------------------------- | ------------------------------------- | ----------------------------- | ----------------------------- | ----------------------------- | ----------------------------- |
| CO2 [ppm]     | [A]                          | 1                 | 278                                   | 365                                   | 379                                   | 391                                   |                                       | 1.46                          | 1.66                          | 1.82                          | 2.16                          |
| CH4 [ppb]     | 12.4                         | 28                | 700                                   | 1,745                                 | 1,774                                 | 1,801                                 |                                       | 0.48                          | 0.48                          | 0.48                          | 0.54                          |
| N2O [ppb]     | 121                          | 265               | 270                                   | 314                                   | 319                                   | 324                                   |                                       | 0.15                          | 0.16                          | 0.17                          | 0.21                          |
| CFC-11        | 45                           | 4,660             | 0                                     | 268                                   | 251                                   | 238                                   |                                       | 0.07                          | 0.063                         | 0.062                         | 0.066                         |
| CFC-12        | 100                          | 10,200            | 0                                     | 533                                   | 538                                   | 528                                   |                                       | 0.17                          | 0.17                          | 0.17                          | 0.18                          |
| CFC-13        | 640                          | 13,900            | 0                                     | 4                                     | -                                     | 2.7                                   | cfc13                                 | 0.001                         | -                             | 0.0007                        | 0.0009                        |
| CFC-113       | 85                           | 6,490             | 0                                     | 84                                    | 79                                    | 74                                    |                                       | 0.03                          | 0.024                         | 0.022                         | 0.021                         |
| CFC-114       | 190                          | 7,710             | 0                                     | 15                                    | -                                     | -                                     | cfc114                                | 0.005                         | -                             | -                             | 0.005                         |
| CFC-115       | 1,020                        | 5,860             | 0                                     | 7                                     | -                                     | 8.37                                  | cfc115                                | 0.001                         | -                             | 0.0017                        | 0.0021                        |
| HCFC-22       | 11.9                         | 5,280             | 0                                     | 132                                   | 169                                   | 213                                   |                                       | 0.03                          | 0.033                         | 0.0447                        | 0.0528                        |
| HCFC-141b     | 9.2                          | 2,550             | 0                                     | 10                                    | 18                                    | 21.4                                  |                                       | 0.001                         | 0.0025                        | 0.0034                        | 0.0039                        |
| HCFC-142b     | 17.2                         | 5,020             | 0                                     | 11                                    | 15                                    | 21.2                                  |                                       | 0.002                         | 0.0031                        | 0.0040                        | 0.0043                        |
| CH3CCl3       | 5                            | 160               | 0                                     | 69                                    | 19                                    | 6.32                                  |                                       | 0.004                         | 0.0011                        | 0.0004                        | 0.0001                        |
| CCl4          | 26                           | 1,730             | 0                                     | 102                                   | 93                                    | 85.8                                  |                                       | 0.01                          | 0.012                         | 0.0146                        | 0.0129                        |
| HFC-23        | 222                          | 12,400            | 0                                     | 14                                    | 18                                    | 24                                    | hfc23                                 | 0.002                         | 0.0033                        | 0.0043                        | 0.0062                        |
| HFC-32        | 5.2                          | 677               | 0                                     | -                                     | -                                     | 4.92                                  |                                       | -                             | -                             | 0.0005                        | 0.0022                        |
| HFC-125       | 28.2                         | 3,170             | 0                                     | -                                     | 3.7                                   | 9.58                                  |                                       | -                             | 0.0009                        | 0.0022                        | 0.0069                        |
| HFC-134a      | 13.4                         | 1,300             | 0                                     | 7.5                                   | 35                                    | 62.7                                  |                                       | 0.001                         | 0.0055                        | 0.0100                        | 0.018                         |
| HFC-143a      | 47.1                         | 4,800             | 0                                     | -                                     | -                                     | 12.0                                  |                                       | -                             | -                             | 0.0019                        | 0.0040                        |
| HFC-152a      | 1.5                          | 138               | 0                                     | 0.5                                   | 3.9                                   | 6.4                                   |                                       | 0.000                         | 0.0004                        | 0.0006                        | 0.0007                        |
| CF4 (PFC-14)  | 50,000                       | 6,630             | 40                                    | 80                                    | 74                                    | 79                                    |                                       | 0.003                         | 0.0034                        | 0.0040                        | 0.0051                        |
| C2F6(PFC-116) | 10,000                       | 11,100            | 0                                     | 3                                     | 2.9                                   | 4.16                                  |                                       | 0.001                         | 0.0008                        | 0.0010                        | 0.0013                        |
| SF6           | 3,200                        | 23,500            | 0                                     | 4.2                                   | 5.6                                   | 7.28                                  |                                       | 0.002                         | 0.0029                        | 0.0041                        | 0.0056                        |
| SO2F2         | 36                           | 4,090             | 0                                     | -                                     | -                                     | 1.71                                  |                                       | -                             | -                             | 0.0003                        | 0.0005                        |
| NF3           | 500                          | 16,100            | 0                                     | -                                     | -                                     | 0.9                                   |                                       | -                             | -                             | 0.0002                        | 0.0004                        |

A  O IPCC indica que "não é possível estimar um tempo de vida único" para o CO2.:731 Isso se dá principalmente pelo crescimento rápido e pela magnitude das pertubações do ciclo de carbono pela extração e queima de combustíveis fósseis.
A tabela a seguir tem suas fontes no Capítulo 2, p.141, Tabela 2.1. do Quarto Relatório de Avaliação do IPCC, Mudança Climática 2007 (AR4), Relatório do Grupo de Trabalho 1, The Physical Science Basis.
|                | Frações molares e suas variações | Frações molares e suas variações | Forçamento radiativo | Forçamento radiativo |
| -------------- | -------------------------------- | -------------------------------- | -------------------- | -------------------- |
| Espécies       | 2005                             | Mudança desde 1998               | 2005 (W m −2)        | 1998 (%)             |
| CO2            | 379 ± 0,65 μmol/mol              | +13 μmol/mol                     | 1,66                 | +13                  |
| CH4            | 1.774 ± 1,8 nmol/mol             | +11 nmol/mol                     | 0,48                 | –                    |
| N2O            | 319 ± 0,12 nmol/mol              | +5 nmol/mol                      | 0,16                 | +11                  |
| CFC-11         | 251 ± 0,36 pmol/mol              | −13                              | 0,063                | −5                   |
| CFC-12         | 538 ± 0,18 pmol/mol              | +4                               | 0,17                 | +1                   |
| CFC-113        | 79 ± 0,064 pmol/mol              | −4                               | 0,024                | −5                   |
| HCFC-22        | 169 ± 1,0 pmol/mol               | +38                              | 0,033                | +29                  |
| HCFC-141b      | 18 ± 0,068 pmol/mol              | +9                               | 0,0025               | +93                  |
| HCFC-142b      | 15 ± 0,13 pmol/mol               | +6                               | 0,0031               | +57                  |
| CH3CCl 3       | 19 ± 0,47 pmol/mol               | −47                              | 0,0011               | −72                  |
| CCl4           | 93 ± 0,17 pmol/mol               | −7                               | 0,012                | −7                   |
| HFC-125        | 3,7 ± 0,10 pmol/mol              | +2,6                             | 0,0009               | +234                 |
| HFC-134a       | 35 ± 0,73 pmol/mol               | +27                              | 0,0055               | +349                 |
| HFC-152a       | 3,9 ± 0,11 pmol/mol              | +2,4                             | 0,0004               | +151                 |
| HFC-23         | 18 ± 0,12 pmol/mol               | +4                               | 0,0033               | +29                  |
| SF6            | 5,6 ± 0,038 pmol/mol             | +1,5                             | 0,0029               | +36                  |
| CF4 (PFC-14)   | 74 ± 1,6 pmol/mol                | –                                | 0,0034               | –                    |
| C2F6 (PFC-116) | 2,9 ± 0,025 pmol/mol             | +0,5                             | 0,0008               | +22                  |

## Gases do Terceiro Relatório de Avaliação do IPCC

### Gases relevantes apenas paraforçamento radiativo
| Gás                     | Nome alternativo         | Fórmula  | Nível de 1998  | Aumento desde 1750 | Forçamento radiativo(Wm −2) | Calor específico nas CNTP (Jkg- 1) |
| ----------------------- | ------------------------ | -------- | -------------- | ------------------ | --------------------------- | ---------------------------------- |
| Dióxido de carbono      | Dióxido de carbono       | (CO2)    | 365 μmol/mol   | 87 μmol/mol        | 1,46                        | 0,819                              |
| Metano                  | Gás do pântano           | (CH4)    | 1.745 nmol/mol | 1.045 nmol/mol     | 0,48                        | 2.191                              |
| Óxido nitroso           | Gás do riso              | (N2O)    | 314 nmol/mol   | 44 nmol/mol        | 0,15                        | 0,88                               |
| Tetrafluorometano       | Tetrafluoreto de carbono | (CF4)    | 80 pmol/mol    | 40 pmol/mol        | 0,003                       | 1,33                               |
| Hexafluoroetano         | Perfluoroetano           | (C2F6)   | 3 pmol/mol     | 3 pmol/mol         | 0,001                       | 0,067                              |
| hexafluoreto de enxofre | Fluoreto de enxofre      | (SF6)    | 4,2 pmol/mol   | 4,2 pmol/mol       | 0,002                       | 0,074                              |
| HFC-23                  | Trifluorometano          | (CHF3)   | 14 pmol/mol    | 14 pmol/mol        | 0,002                       | 0,064                              |
| HFC-134a                | 1,1,1,2-Tetrafluoroetano | C2H2F4   | 7,5 pmol/mol   | 7,5 pmol/mol       | 0,001                       | 0,007                              |
| HFC-152a                | 1,1-Difluoroetano        | (C2H4F2) | 0,5 pmol/mol   | 0,5 pmol/mol       | 0,000                       | 0,04                               |

### Gases relevantes para forçamento radiativo e destruição de ozônio
| Gás                     | Nome alternativo             | Fórmula          | nível de 1998 | aumento desde 1750 | Forçamento radiativo (Wm-2) |
| ----------------------- | ---------------------------- | ---------------- | ------------- | ------------------ | --------------------------- |
| CFC-11§                 | Triclorofluorometano         | (CFCl3)          | 268 pmol/mol  | 268 pmol/mol       | 0,07                        |
| CFC-12§                 | Diclorodifluorometano        | (CF2 Cl2)        | 533 pmol/mol  | 533 pmol/mol       | 0,17                        |
| CFC-13§                 | Clorotrifluorometano         | (CClF3)          | 4 pmol/mol    | 4 pmol/mol         | 0,001                       |
| CFC-113                 | 1,1,1-Triclorotrifluoroetano | (C 2 F 3 Cl 3)   | 84 pmol/mol   | 84 pmol/mol        | 0,03                        |
| CFC-114                 | 1,2-diclorotetrafluoroetano  | (C 2 F 4 Cl 2)   | 15 pmol/mol   | 15 pmol/mol        | 0,005                       |
| CFC-115                 | Cloropentafluoroetano        | (C 2 F 5 Cl)     | 7 pmol/mol    | 7 pmol/mol         | 0,001                       |
| Tetracloreto de carbono | Tetraclorometano             | (CCl4)           | 102 pmol/mol  | 102 pmol/mol       | 0,01                        |
| 1,1,1-tricloroetano     | Metil clorofórmio            | (CH 3 CCl 3)     | 69 pmol/mol   | 69 pmol/mol        | 0,004                       |
| HCFC-141b               | 1,1-dicloro-1-fluoroetano    | ( C2H3FCl2 )     | 10 pmol/mol   | 10 pmol/mol        | 0,001                       |
| HCFC-142b               | 1-Cloro-1,1-difluoroetano    | (C 2 H 3 F 2 Cl) | 11 pmol/mol   | 11 pmol/mol        | 0,002                       |
| Halon-1211              | Bromoclorodifluorometano     | ( CClF2Br)       | 3,8 pmol/mol  | 3,8 pmol/mol       | 0,001                       |
| Halon-1301              | Bromotrifluorometano         | (CF 3Br)         | 2,5 pmol/mol  | 2,5 pmol/mol       | 0,001                       |